# Запуск за попередженням
Запуск за попередженням (англ. Launch on warning, LOW) — це стратегія ядерного контрудару, яка отримала визнання під час холодної війни між Радянським Союзом і Сполученими Штатами. Після того, як було винайдено міжконтинентальні балістичні ракети, ця стратегія стала невід'ємною частиною теорії взаємного гарантованого знищення. Відповідно до цієї доктрини, удар у відповідь завдається відразу після попередження про ядерний удар противника, поки його ракети ще знаходяться в повітрі, і до того, як вони досягнуть цілей і вибухнуть. Повідомляється, що американські ракети наземного базування можуть бути запущені протягом 5 хвилин після рішення президента, а ракети підводного базування — протягом 15 хвилин.

## Історія
До впровадження міжконтинентальних балістичних ракет (МБР) Стратегічне командування Повітряних сил США (англ. Strategic Air Command, SAC) у рамках програми, відомої як операція «Хромований купол», постійно тримало в патрулі кілька бомбардувальників (зазвичай це були Boeing B-47 Stratojet або Boeing B-52 Stratofortress). У разі радянського ядерного удару планувалося дати наказ бомбардувальникам, які на той момент знаходилися в повітрі, летіти за одним з трьох основних маршрутів до країни-агресора та скинути свій ядерний вантаж на заздалегідь визначені цілі. Постійне перебування відповідної кількості бомбардувальників у повітрі гарантувало завдання удару у відповідь, навіть якщо наземні споруди пошкодить перший удар. У розпал холодної війни США мали на озброєнні спеціальні літаки Boeing EC-135 «Looking Glass», обладнані як центри управління ядерним арсеналом. До складу бойового штабу входив генерал або флаг-офіцер, який мав право віддавати наказ про ядерний удар у відповідь, якщо зв'язатися з президентом не вдавалося.
Доктрина запуску за попередженням сягає своїм корінням стратегії «абсолютного контролю» часів президента США Дуайта Ейзенхауера, але остаточно сформувалася з появою ракет «Мінітмен». Оскільки ці ракети і більшість міжконтинентальних балістичних ракет запускалися з підземних шахт, виникло занепокоєння, що всі вони можуть бути знищені першим ударом ворожої країни.
Впровадження міжконтинентальних балистичних ракет з ядерними боєголовками вимагало нових стратегій, оскільки, на відміну від бомбардувальників, МБР не можна відкликати після запуску[джерело?]. Основних варіантів було два. Перший, «відплата після виживання» (англ. retaliation after ride-out), вимагав, щоб країна, яка зазнала ядерного першого удару, зачекала, доки він досягне цілей, після чого могла запустити свої ракети. Під час такої атаки деяка частина ядерного арсеналу неминуче була б знищена, що призвело до того, що обидві наддержави інвестували значні кошти в підвищення шансів на виживання свого арсеналу, включаючи захищені підземні ракетні шахти для міжконтинентальних балистичних ракет і балістичні ракети підводних човнів. Іншим варіантом був «запуск за попередженням», тобто запуск ядерних ракет до того, як ракети іншої сторони зможуть їх знищити. Це стало можливим насамперед завдяки вдосконаленню ракетних технологій, які дозволили швидше їх запускати, а також винаходу системи раннього попередження про балістичні ракети на початку 1960-х років, яка дозволила США виявляти запуски радянських ракет. Ці можливості були додатково розширені в 1970-х роках з розгортанням обома сторонами космічної технології виявлення запусків: американської Defense Support Program і радянських супутників «Око». Розсекречена документація свідчить, що запуск за попередженням був, принаймні частково, політикою США з кінця 1950-х до принаймні 1970-х років.
Втім, існують стратегії, які можуть знизити ефективність «запуску за попередженням». Наприклад, країна, яка завдає першого удару, може вдатися до тривалої атаки великою кількістю ракет підводного базування, випущених з близької відстані по пологій траєкторії, що досягнуть цілей за лічені хвилини. Ці боєголовки можуть бути налаштовані на вибухи на великій висоті кожну хвилину або близько того, що суттєво порушить здатність атакованої країни запустити власні міжконтинентальні балістичні ракети.

## Виноски
1. ↑  Frequently Asked Questions about Taking Nuclear Weapons Off Hair-Trigger Alert (PDF) (Звіт). Union of Concerned Scientists. January 2015.
2. ↑  Strategic Air Command. globalsecurity.org. Процитовано 23 лютого 2001.
3. ↑  EC-135, Looking Glass. Federation of American Scientists. Архів оригіналу за 10 листопада 2013.
4. ↑  Widder, Robert I. (January–February 1970). Launch on Warning: A Counter to the Arms Race. Air University Review. Т. 21, № 2. с. 95—100. OCLC 56521794. Архів оригіналу за 24 січня 2017.
5. 1 2  Burr, William, ред. (April 2001). Launch on Warning: The Development of U.S. Capabilities, 1959–1979. George Washington University; National Security Archive. Electronic Briefing Book No. 43. Процитовано 24 лютого 2011.
6. ↑  Steinbruner, John (January 1984). Launch under Attack. Scientific American. 250 (1): 37—47. Bibcode:1984SciAm.250a..37S. doi:10.1038/scientificamerican0184-37. JSTOR 24969276.